# 4848 Tutenchamun
4848 Tutenchamun è un asteroide della fascia principale. Scoperto nel 1973, presenta un'orbita caratterizzata da un semiasse maggiore pari a 3,1433077 UA e da un'eccentricità di 0,1260855, inclinata di 6,37291° rispetto all'eclittica.